# Margdalops venustus
Margdalops venustus är en tvåvingeart som beskrevs av Rohacek och Barraclough 2003. Margdalops venustus ingår i släktet Margdalops och familjen sumpflugor. Inga underarter finns listade i Catalogue of Life.